# 2398 Jilin
2398 Jilin је астероид главног астероидног појаса са средњом удаљеношћу од Сунца која износи 2,392 астрономских јединица (АЈ).
Апсолутна магнитуда астероида је 13,6.